# DN6-os főút (Románia)
A DN6-os főút egy romániai főútvonal, mely a fővárost, Bukarestet köti össze a Makó és Nagycsanád között lévő román-magyar határátkelővel kelet-nyugati irányban. Az út hossza 639,019 km. Az út Magyarországon a 431-es főútban folytatódik.

## Megyék, amiken áthalad
- Ilfov megye
- Giurgiu megye
- Teleorman megye
- Olt megye
- Dolj megye
- Mehedinți megye
- Krassó-Szörény megye
- Temes megye

## Fontosabb útmenti települések
- Bragadiru
- Mihăilești
- Alexandria
- Roșiorii de Vede
- Caracal
- Craiova
- Filiași
- Strehaia
- Szörényvár
- Orsova
- Karánsebes
- Lugos
- Temesrékas
- Temesvár
- Nagycsanád